# 알렉산드르 두긴
알렉산드르 겔리예비치 두긴(러시아어: Алекса́ндр Ге́льевич Ду́гин, 1962년 1월 7일 ~ )은 러시아의 극우 철학자이자 정치학자로, 2014년까지 모스크바 국립 대학교 교수로 재직한 바 있다.
정치적으로는 유라시아주의를 표방하며, 유라시아 국가들이 러시아를 중심으로 연합해 미국을 위시한 서방 진영을 붕괴시켜야 한다고 주장한다. 주로 극우 성향의 파시스트로 묘사되나, 구 소련을 긍정적으로 평가하며 인종주의나 제국주의에 대해서 반대한다는 점에서 신나치주의와는 갈라지는 지점이 있다.
그와 블라디미르 푸틴 정권과의 관계 및 정치적 영향력에 대해서는 여러 논쟁이 있다. 두긴은 크렘린 측과 아무런 공식적인 관계를 맺고 있지 않으나, 그의 사상과 러시아의 외교 정책이 여러 일치를 보인다는 점에서 일각에서는 그를 '푸틴의 브레인' 또는 러시아 외교 정책의 핵심 인물로 지목하지만 일부 분석가들은 그의 영향력을 의심한다.

## 생애
모스크바에서 소련 정보총국 간부의 아들로 태어났다. 학생 시절부터 반체제 사상에 경도되었으며, 1979년 모스크바 항공학교에 입학했으나 낮은 성적과 정치활동을 이유로 퇴학당했다. 1980년 네오나치 성향의 반체제 조직인 유진스키 서클(Южинский кружок)에 참여하여 오컬트나 사탄숭배를 체험했다. 당시 그는 나치 독일의 오컬트 연구자이던 볼프람 지퍼스(Wolfram Sievers)에 빠져 스스로 "한스 지퍼스"라는 가명을 붙이고 다니기도 했다.
소련 붕괴 전후에는 저널리스트로 활동하였고 1988년 친구 게이다르 제말(Гейдар Джемаль)과 함께 파시즘 단체인 파먀티(Память)를 창설했다. 1993년 에두아르드 리모노프와 같이 국민볼셰비키당 창당을 주도하였으나 훗날 탈당한다. 1997년 그의 사상을 보여주는 대표적 저서인 지정학의 기초를 출판하였고, 신유라시아주의 이론을 주도적으로 수립하였다. 2003년에는 유라시아주의를 표방하는 유라시아당을 창당하였다.
2009년부터 모스크바 국립 대학교 국제관계학과 교수로 재직하였다. 그러나 2014년 5월 14일 오데사에서 우크라이나 극우파 조직이 반-유로마이단 운동가 41명을 방화 공격으로 살해한 2014년 오데사 충돌 사건이 벌어진 이후, 두긴은 한 인터뷰에서 "... 그러나 우리가 5월 14일 본 것은 한계를 넘었다. '죽여라, 죽여라, 죽여라, 이제 대화는 없다.' 그것이 교수로서 나의 생각이다." 라고 발언하여 우크라이나인에 대한 공격을 선동한다는 논란이 일었고, 그에 대한 사퇴 서명운동이 벌어지자 교수직에서 해임되었다.
두긴은 서방의 여러 극우 및 극좌 운동과 연계를 보이고 있다. 네오나치 정당이던 헝가리의 요비크나 그리스의 황금새벽당의 당원들을 초청하기도 했으며, 이외에 그리스의 시리자, 불가리아의 아타카, 오스트리아 자유당, 프랑스의 국민연합과 교류한 것으로 알려졌다. 그는 2018년 로마에서 스티브 배넌과 만나 외교 문제에 관해 논하기도 하였다.
두긴은 러시아 국내의 여러 자유주의적 인물들을 서방의 하수인(소위 제5열)로 묘사하며 공격하고 있다. 그는 보리스 옐친 등의 개혁파가 위기를 불러왔다고 비판하며, 반면 블라디미르 푸틴 정부에 강력한 지지를 표하고 있다. 그는 정치 강의에서 인터넷과 현대 과학을 비판하였으며, 마지막 싸움에서는 러시아도 이란이나 북한과 같이 푸틴을 중심으로 뭉쳐야 한다고 발언하기도 하였다. 2014년부터 발생한 우크라이나 위기에 관해, "선량한 시민을 죽이는 우크라이나의 나치즘과 군사정권에 반대한다"며 우크라이나를 비판하였다.
저널리스트 마크 갈레오티는 2022년 스펙테이터에 투고한 글에서 "서방 언론에서 두긴의 정치적 중요성이 과장되어 마치 현대의 라스푸틴처럼 묘사되고는 한다"고 지적하면서, "사실 2016년 이래로 러시아 정치계에 있어서의 두긴의 영향력은 무시 가능한 수준임에도 두긴이 스스로를 영향력 있는 인물로 포장하고 있다"고 주장했다.

## 사상
두긴은 오랫동안 20세기 독일의 오컬트적 민족주의와 나치당의 싱크탱크이던 아넨에르베의 사상을 연구하였으며, 이들로부터 많은 아이디어를 받아들여 그의 네오-파시즘 사상을 확립하였다.
두긴은 서방, 특히 미국의 패권 확장에 비판적이며, 자유주의로 대표되는 서방의 가치에 맞설 것을 역설한다. 그는 소련의 체제를 긍정적으로 평가하는 한편 스스로를 전통적 가치와 애국심을 고취시키고자 하는 보수주의자로 묘사한다. 그는 서방의 자본주의와 자유주의를 고대 그리스인들이 말하던 휴브리스, 곧 하늘의 질서에 반하는 오만함에 비유한다. 또한 그는 민주주의, 인권, 개인주의는 보편적인 가치가 아닌 서방만의 독특한 가치일 뿐이라고 주장한다.
특히 그는 신-유라시아주의자로서, 미국이 주도하는 서방의 질서에 맞서기 위하여 러시아를 주축으로 한 '유라시아 제국'의 신질서를 확립할 것을 역설한다. 《지정학의 기초》에서 그는 반-부르주아적, 반미적인 혁명의 집결지는 유라시아와 그 핵심부인 러시아가 되어야 한다고 주장하며, 이를 발판으로 대서양주의와 미국 패권, 자유주의에 반하는 신질서로 나아가야 한다고 주장한다. 그에 의하면 우선적으로 러시아어를 사용하는 민족들을 한 나라로 통합할 것이 요구된다.

## 가족
두긴의 첫 아내인 에브게니아 데브란스카야(Евгения Евгеньевна Дебрянская)는 동성애자 인권 운동가로서 사이에 1명의 아들이 있다. 결별 이후 두긴은 철학자 나탈리야 멜렌티예바와 재혼하여 1992년 딸 다리야 두기나를 낳았다. 다리야 두기나는 아버지와 가까운 성향의 극우 언론인으로 활동하였는데, 2022년 8월 모스크바에서 차량 폭탄 공격으로 추정되는 사고로 사망하였다. 우크라이나 측의 요원이 암살의 배후로 의심받고 있으며 두기나의 죽음에 대해 크렘린 측이 직접 조의를 표하고 배후 색출을 경고했다.

## 같이 보기
- 반세계화 운동
- 유라시아주의
- 범슬라브주의
- 러시아 민족통일주의
- 루스키 미르
- 친러
- 국가주의
- 러시아의 철학자 목록